# MID NITE ZINE〜WANDERLUST〜
『MID NITE ZINE〜WANDERLUST〜』（ミッドナイトジン ワンダーラスト）は、2023年10月8日（7日深夜）から同年12月31日（30日深夜）までJ-WAVEで放送されていたラジオ番組。

## 概要
MC SLOGIRY（堀内貴之）と DJ SLOT from Skip（Shotaro Maeda）による覆面ラジオユニット「Sir SLOW」がナビゲーターを務めていた深夜放送で、毎週日曜 0:00 - 1:00（土曜 24:00 - 25:00、日本標準時）に放送。
番組は、リアルでもネット社会でもどこかおかしな世界になってきたと感じられる令和の時代にあっても、「人も自然も何も変わっていない」「変わったのは時代の空気だけ」であるとの思いを込めて紡いだ13篇のストーリーで構成。それらを、Sir SLOWの2人がDJ MIXに乗せて伝えていた。